# Eulàlia Fàbregas de Sentmenat
Eulàlia Fàbregas Jacas, más conocida por su nombre de casada como Eulàlia Fàbregas de Sentmenat (Barcelona, 1906-Esplugas de Llobregat, 27 de diciembre de 1992) fue una escultora española. 

## Biografía

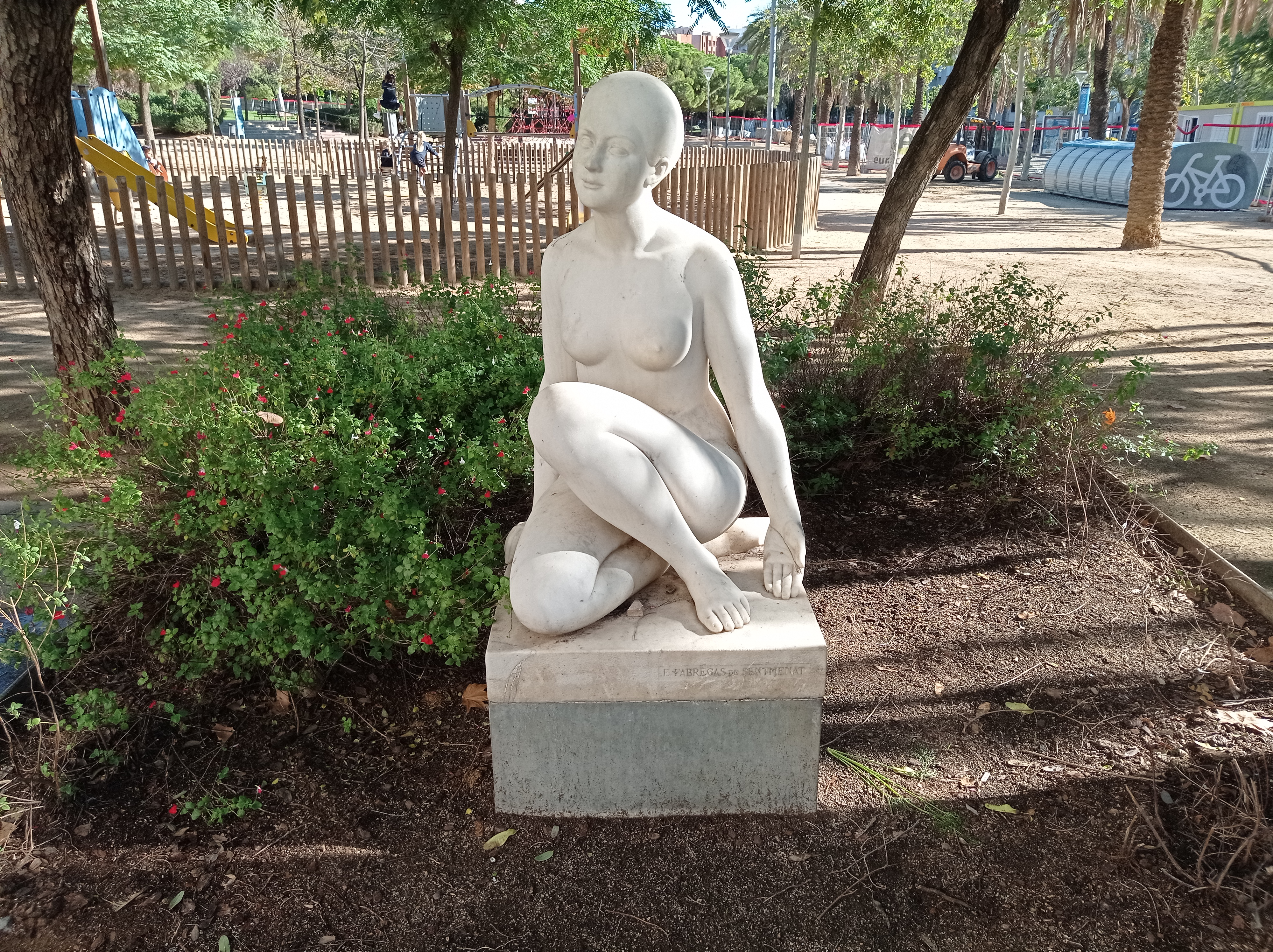
Desnudo de mujer (1985), Esplugas de Llobregat

Se inició en la escultura a los cincuenta años, a raíz de la muerte de su hijo en un accidente de coche. Se formó entonces con la escultora Rosa Martínez Brau y, en 1964, expuso por primera vez en la Sala Parés de Barcelona. De tendencia figurativa, se dedicó especialmente al desnudo femenino, generalmente en piezas de gran formato; realizó también imágenes religiosas.
La mayoría de sus obras se encuentran en Barcelona, entre las que destacan: Mediterránea, en el Palacio Real de Pedralbes (1962); Serenidad, en el parque de Cervantes (1964); Desnudo femenino, en los jardines de Joan Maragall (1965); A Francesc Matheu, en la avenida Diagonal 696, delante de la Escuela Universitaria de Estudios Empresariales (1968); y Mujeres en la Cascada, en los jardines de Joan Maragall (1970).
También tiene varias obras en Esplugas de Llobregat, especialmente en los jardines de la que fuera su casa, Can Fàbregas (o Ca n'Hospital): A las víctimas de todas las guerras, Niña con perro, Niña con paloma y Niña con niño; Maternidad (1966) en el parque de Can Vidalet; Piedad, en el sepulcro de Ramon de Sentmenat (Cementerio parroquial, 1954); y diversas obras en vías públicas de la ciudad: Alba (plaza de Santa Magdalena) y Desnudo de mujer (parque de Pou d'en Fèlix, 1985). Fue autora también de la imagen del Cristo yacente de la capilla homónima de la iglesia de Santa María Magdalena de Esplugas.
Escribió dos libros de poemas: En tu silencio y Lejano Azul, ambos de 1965.

## Referencias

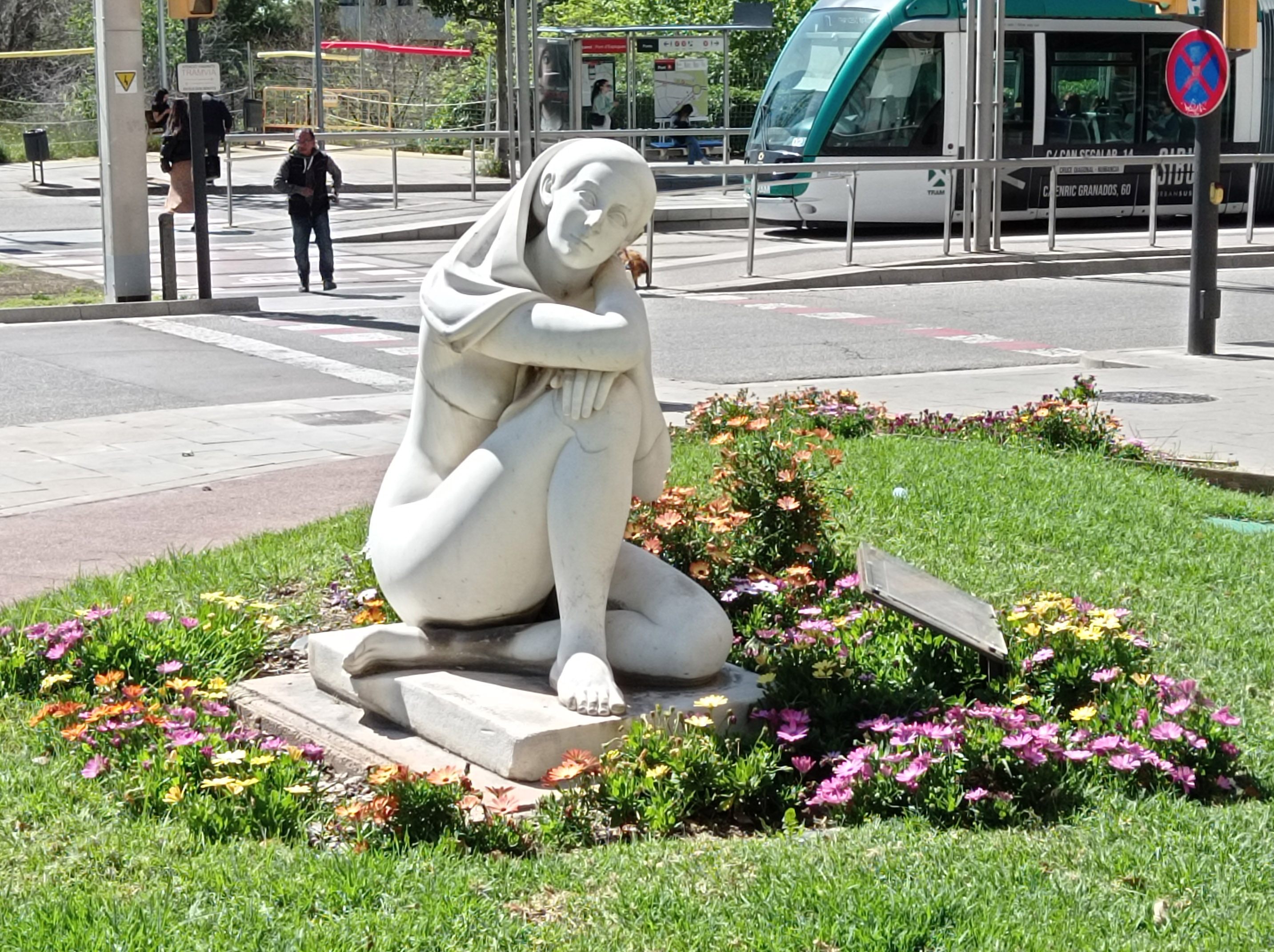
Alba, Esplugas de Llobregat